# Eerste klasse 1937-38 (voetbal België)
Het seizoen 1937/38 van de Belgische Eerste Klasse begon in de zomer van 1937 en eindigde in de lente van 1938. De competitie telde 14 clubs. Beerschot AC werd landskampioen, tien jaar na hun vorige titel. Het was de zesde landstitel voor de Antwerpse club.

## Gepromoveerde teams
Deze teams waren gepromoveerd uit de Tweede Klasse voor de start van het seizoen:
- RC Tirlemont (kampioen in Eerste Afdeeling A)
- OC de Charleroi (kampioen in Eerste Afdeeling B)

## Degraderende teams
Deze teams degradeerden naar Tweede Klasse op het eind van het seizoen:
- KM Lyra
- RC Tirlemont

## Eindstand
|   |    |                             | P  | W  | G | V  | +  | -  | DS  | Ptn |
| - | -- | --------------------------- | -- | -- | - | -- | -- | -- | --- | --- |
| K | 1  | R. Beerschot AC             | 26 | 18 | 5 | 3  | 83 | 31 | 52  | 41  |
|   | 2  | Daring Club de Bruxelles SR | 26 | 15 | 6 | 5  | 69 | 31 | 38  | 36  |
|   | 3  | Union Royale Saint-Gilloise | 26 | 13 | 5 | 8  | 69 | 48 | 21  | 31  |
|   | 4  | R. Antwerp FC               | 26 | 11 | 6 | 9  | 48 | 46 | 2   | 28  |
|   | 5  | RFC Brugeois                | 26 | 11 | 5 | 10 | 39 | 53 | -14 | 27  |
|   | 6  | ARA La Gantoise             | 26 | 12 | 3 | 11 | 52 | 45 | 7   | 27  |
|   | 7  | R. Standard Club Liège      | 26 | 12 | 2 | 12 | 60 | 68 | -8  | 26  |
|   | 8  | RSC Anderlechtois           | 26 | 10 | 5 | 11 | 43 | 47 | -4  | 25  |
|   | 9  | K. Liersche SK              | 26 | 10 | 5 | 11 | 50 | 55 | -5  | 25  |
|   | 10 | R. White Star AC            | 26 | 11 | 3 | 12 | 61 | 66 | -5  | 25  |
|   | 11 | R. OC de Charleroi          | 26 | 7  | 8 | 11 | 59 | 57 | 2   | 22  |
|   | 12 | RFC Malinois                | 26 | 7  | 7 | 12 | 41 | 59 | -18 | 21  |
| D | 13 | KM Lyra                     | 26 | 6  | 4 | 16 | 40 | 77 | -37 | 16  |
| D | 14 | RC Tirlemont                | 26 | 5  | 4 | 17 | 31 | 62 | -31 | 14  |

P: wedstrijden gespeeld, W: wedstrijden gewonnen, G: gelijke spelen, V: wedstrijden verloren, +: gescoorde doelpunten, -: doelpunten tegen, DS: doelsaldo, Ptn: totaal punten
K: kampioen, D: degradeert
1895/96 · 1896/97 · 1897/98 · 1898/99 · 1899/00 · 1900/01 · 1901/02 · 1902/03 · 1903/04 · 1904/05 · 1905/06 · 1906/07 · 1907/08 · 1908/09 · 1909/10 · 1910/11 · 1911/12 · 1912/13 · 1913/14 · 1914/15 · 1915/16 · 1916/17 · 1917/18 · 1918/19 · 
1919/20 · 1920/21 · 1921/22 · 1922/23 · 1923/24 · 1924/25 · 1925/26 · 1926/27 · 1927/28 · 1928/29 · 1929/30 · 1930/31 · 1931/32 · 1932/33 · 1933/34 · 1934/35 · 1935/36 · 1936/37 · 1937/38 · 1938/39 · 1939/40 · 1940/41 · 1941/42 · 1942/43 · 1943/44 · 1944/45 · 1945/46 · 1946/47 · 1947/48 · 1948/49 · 1949/50 · 1950/51 · 1951/52 · 1952/53 · 1953/54 · 1954/55 · 1955/56 · 1956/57 · 1957/58 · 1958/59 · 1959/60 · 1960/61 · 1961/62 · 1962/63 · 1963/64 · 1964/65 · 1965/66 · 1966/67 · 1967/68 · 1968/69 · 1969/70 · 1970/71 · 1971/72 · 1972/73 · 1973/74 · 1974/75 · 1975/76 · 1976/77 · 1977/78 · 1978/79 · 1979/80 · 1980/81 · 1981/82 · 1982/83 · 1983/84 · 1984/85 · 1985/86 · 1986/87 · 1987/88 · 1988/89 · 1989/90 · 1990/91 · 1991/92 · 1992/93 · 1993/94 · 1994/95 · 1995/96 · 1996/97 · 1997/98 · 1998/99 · 1999/00 · 2000/01 · 2001/02 · 2002/03 · 2003/04 · 2004/05 · 2005/06 · 2006/07 · 2007/08 · 2008/09 · 2009/10 · 2010/11 · 2011/12 · 2012/13 · 2013/14 · 2014/15 · 2015/16 · 2016/17 · 2017/18 · 2018/19 · 2019/20 · 2020/21· 2021/22 · 2022/23 · 2023/24 · 2024/25